# Прушкув (гміна)
Гміна Прушкув (пол. Gmina Prószków) — місько-сільська гміна у південно-західній Польщі. Належить до Опольського повіту Опольського воєводства.
Станом на 31 грудня 2011 у гміні проживало 9801 особа. 1 січня 2017 року зі складу гміни вилучено місцевість Вінув та приєднано до міста Ополе. Населення гміни зменшилося на 713 мешканців, площа на 2,79 км².

## Площа
Згідно з даними за 2007 рік площа гміни становила 121.23 км², у тому числі:
- орні землі: 55.00%
- ліси: 34.00%

Таким чином, площа гміни становить 7.64% площі повіту.

## Населення
Станом на 31 грудня 2011:
| Опис     | Загалом | Загалом | Чоловіки | Чоловіки | Жінки | Жінки |
| -------- | ------- | ------- | -------- | -------- | ----- | ----- |
| одиниця  | осіб    | %       | осіб     | %        | осіб  | %     |
| все      | 9801    | 100     | 4682     | 47.77    | 5119  | 52.23 |
| міське   | 2600    | 100     | 1211     | 46.58    | 1389  | 53.42 |
| сільське | 7201    | 100     | 3471     | 48.20    | 3730  | 51.80 |

## Сусідні гміни
Гміна Прушкув межує з такими гмінами: Біла, Компрахцице, Корфантув, Стшелечкі, Тарнув-Опольський, Туловіце.